# Румбек
Румбек (араб.رمبك) е столицата на провинция Ал Бухайрат, Южен Судан. Според споразумението, слагащо край на Втората гражданска война, Суданското Народно Освободитерно движение избира града като вътрешен административен център на полуавтономните южни райони. Джуба става временна столица. Румбек има почти 100 000 души население през 2005, но преживява значителни щети по време на конфликта.
Градът се обслужва от неасфалтираната писта на Летище Румбек. Има няколко асфалтирани пътища, повечето от тях и летището са построени от Civicon Ltd.
Градът е дом на три племена Динка: Алиаб, Чик и Агар. Племената Атуот и Джурбел, които не спадат към Динка, също живеят в Румбек.